# Giovambattista Grimaldi
Giovambattista Grimaldi (Enna, 8 maggio 1923 – 14 febbraio 1986) è stato un politico italiano, eletto nella IV e V legislatura alla Camera dei deputati.

## Biografia
Nato in una famiglia di ceppo nobile, si laurea in giurisprudenza. Si è impegnato in politica con il Partito Comunista Italiano. Fra il 1958 e il 1959 è Sindaco di Enna: sarà l'unico esponente del PCI nella storia a ricoprire tale ruolo nella città siciliana.
Viene poi eletto alla Camera dei deputati con il PCI alle elezioni politiche del 1963, venendo confermato anche a quelle del 1968. Conclude il mandato parlamentare nel 1972.
Muore il 14 febbraio 1986 all'età di 62 anni.